# Assa Traoré
Assa Traoré (París, enero de 1985) es una activista antirracista francesa. Hermana mayor de Adama Traoré, que murió después de ser detenido por gendarmes, es fundadora del Comité verdad y justicia por Adama y milita contra la brutalidad policial. En diciembre de 2020, fue designada «Guardian of the year» por la revista estadounidense Time.

## Biografía

### Situación personal
Assa Traoré nació en enero de 1985 en el IX distrito de París. Nació en una familia poligama, en la cual consideraba las otras esposas de su padre como sus propias madres, y tiene diecisiete hermanos y hermanas. Su padre Mara-Siré, nacido en Malí, se casó primero con la picarda Elisabeth, luego con la normanda Françoise, con quienes tuvo siete hijos, luego se casó en Malí con Hatoumma, conocida como «Mamma», madre de Assa, luego con Oumou, conocida como «Tata», madre de Adama Traoré; las dos esposas viven juntas en Beaumont-sur-Oise. Los Traoré crecieron en el barrio de Boyenval. Su padre es jefe de equipo en obras. Assa Traoré tenía 14 años cuando falleció en 1999, a los 46 años.
Madre de tres hijos, Assa Traoré fue hasta 2016 educadora. Eligió esta profesión en la escuela (en cours moyen 2e année), después que su profesora invitó a educadoras de la proyección de la niñez por la justicia a presentar su trabajo ; se tituló en 2007. Es también creadora de una pequeña línea de ropa wax que reactivó en 2019 bajo la marca Maison Kaye.
Trabajaba en Sarcelles para la Fundación OPEJ - Baron Edmond de Rothschild (antiguamente Obra de protección de los niños judíos) cuando su hermano falleció en julio de 2016 ; estuvo con licencia médica hasta agosto de 2017 y permaneció empleada por OPEJ, sin sueldo, hasta diciembre de 2019.

### Activismo después de la muerte de su hermano
En julio de 2016, mientras supervisaba con una colega un grupo de siete adolescentes desfavorecidos en un viaje a Rabac (Croacia), se enteró por teléfono de la desaparición y luego de la muerte de su hermano Adama luego de ser detenido por la gendarmería. Se devolvió con urgencia a Francia y coordinó la lucha de su familia para conocer la verdad sobre el contexto de su fallecimiento. Fundó y desde entonces gestiona el «Comité vérité et justice pour Adama» (Comité verdad y justicia por Adama). Muy involucrada en este movilización, dice a menudo: "Nos volvimos soldados sin querer". En diciembre de 2016, fue elegida personalidad ciudadana por la redacción de Mediapart para pronunciar los deseos de año nuevo. Assa Traoré explicó su activismo contra la brutalidad policial en Lettre à Adama (Carta para Adama), obra coescrita con la periodista Elsa Vigoureux en 2017.
Assa Traoré es la vocera de la familia y la figura más conocida del «comité Adama Traoré» que incluye a activistas experimentados. Desde la muerte de Adama, ha recibido el apoyo de Amal Bentounsi, fundadora del colectivo «Urgence, notre police assassine» (Urgencia, nuestra policía mata), y cuyo hermano falleció cuando fue detenido por la policía: un cercano de Amal Bentounsi concibió el diseño de la polera emblemática del comité desde la primera manifestación el 30 de julio de 2016. 
En junio de 2018, tuvo un encuentro con Angela Davis, activista histórica del movimiento estadounidiense por los derechos civiles. Publicó en 2019 Le Combat Adama (La lucha Adama), coescrito con el filósofo y sociólogo Geoffroy de Lagasnerie. En abril de 2019, fue redactora invitada de la revista francesa cultural Les Inrocks.
En julio de 2019, pocos días antes de la marcha organizada para el tercer aniversario de la muerte de su hermano, publicó en redes sociales un texto titulado J'accuse ! (Acuso) en el cual cita los nombres de los gendarmes involucrados en su muerte (Romain Fontaine, Matthias Uhrin et Arnaud Gonzales, — y de las personas que según ella, buscarían frenar la investigación. Fue convocada por la policía el 1 de octubre de 2019, después de una denuncia de los gendarmes por difamación pública. Fue atacada en justicia por dos de los tres gendarmes; pero la justicia desestimó el caso y condenó los gendarmes a una multa de 2000 euros. Sus abogados anunciaron su voluntad de apelar la decisión.
En octubre de 2019, fue convocada por degradación de bienes públicos durante un evento que organizó en Beaumont-sur-Oise el 28 de abril de 2018.
En mayo de 2020, publicó el hashtag «#MoiAussiJaiPeurDevantLaPolice» (#YoTambienTengoMiedoFrenteALaPolicía) para apoyar a la cantante Camélia Jordana, cuyas declaraciones sobre la brutalidad policial durante el programa de televisión On n'est pas couché del 23 de mayo, generon polémica.
Pocos días después de la muerte de George Floyd en Estados-Unidos y la publicación de un nuevo peritaje médico descartando la responsabilidad de los gendarmes, Assa Traoré y el Comité verdad y justicia por Adama organizaron una manifestación, el 2 de junio de 2020, delante el tribunal de Paris. Se reunieron 20 000 personas según la policía, 80 000 personas según los organizadores. El 13 de junio de 2020, una nueva manifestación contra el racismo y la brutalidad policial fue organizada después del llamado a manifestaciones en todo el país del Comité verdad y justicia por Adama. La manifestación, transformada en concentración estática después de la prohibición pronunciada por la prefectura de policía de desplazarse hasta la place de l'Opéra desde la plaza de la République, reunió a 15 000 personas en París según la policía. En Lyon, una manifestación reunió a 2000 personas, en Nantes a 1000 personas, mientras otras manifestaciones tuvieron lugar en Lille, Bordeaux, Saint-Nazaire.
El 28 de junio de 2020, el canal de televisión estadounidense Black Entertainment Television (BET) otorgó a Assa Traoré el premio BET Global Good por su lucha contra el racismo. Según el canal, este premio le fue otorgado por el rol clave que tiene contra la injusticia racial y la brutalidad policial desde 2016, En diciembre de 2020, fue designada «Guardian of the year» por la revista estadounidense Time, que ve a Assa Traoré como una de las personalidades que se ponen en peligro para defender los valores sagrados de la democracia y que se involucran contra el racismo y la brutalidad policial.
El 26 de febrero de 2021 fue condenada por la Corte de Apelaciones de París por una demanda civil que interpusieron los gendarmes que detuvierona  su hermano, debido a unos mensajes que escribió en 2019 en Facebook. Si bien la demanda fue rechazada en primera instancia, tras la apelación de los demandantes la corte concluyó que Traoré había infringido la presunción de inocencia de los gendarmes, a quienes acusó de ser responsables de la muerte de Adama. La sentencia le ordenó borrar dos de los mensajes y pagar las costas del juicio, que corresponden a 4.000 euros. En tanto, rechazó la indemnización de perjuicios que también habían solicitado los demandantes.

## Comité Adama
Assa Traoré es la figura destacada del «comité Adama» que incluye a activistas históricos como Youcef Brakni, activista de Bagnolet, Samir Elyes del Mouvement de l'immigration et des banlieues y Almamy Kanouté del grupo Émergence. Más allá del caso de Adama Traoré, el «comité Adama» quiere visibilizar su lucha para los barrios populares y contra la brutalidad policial. Encabezó el desfile durante la manifestación unitaria "Marea popular" contra la política de Emmanuel Macron organizada a la iniciativa de Francia Insumisa el 26 de mayo de 2018 y afirmó: «Es tiempo de acabar con los llamados vacíos a la convergencia de las luchas. Rechazamos las exigencias que se hacen hacia los movimientos de los barrios populares de solo hablar de la "problemática social», con además un rechazo de considerar el racismo que estructura la sociedad como participante de este "tema social". [...] Asistimos a una verdadera gestión colonial de los barrios que hacen frente a la brutalidad policial.·
Desde las primeras semanas del movimiento de los chalecos amarillos, el Comité Adama lo apoyó y participó de las manifestaciones: "Nos reconocimos en ellos". Deseando una convergencia de las luchas del Comité Adama y de los chalecos amarillos, varios comités y figuras del movimiento como Maxime Nicolle, Priscillia Ludosky y Jérôme Rodrigues participaron a una manifestación en julio de 2019 en Beaumont-sur-Oise.
Rechazando la noción de "convergencia", y aunque apareció apoyando a causas como limpiadoras en paro, luchas de ferroviarios, de sin papeles o de estudiantes, o a acciones del movimiento ecologista radical Extinction Rebellion, Assa Traoré explica: "No hablaría de convergencia, más bien de alianzas en la lucha de los oprimidos, pero cada uno mantiene la naturaleza de su lucha."
Cuando los peritajes pedidos por la justicia mencionaron varias enfermedades para explicar las causas de la muerte de Adama Traoré, el comité Adama encargó por cuenta propia un informe a expertos de esas enfermedades, que contradijeron las explicaciones oficiales. lo que permitió evitar cerrar el caso y pedir nuevas investigaciones judiciales. Así Assa Traoré declaró en 2020: "En el caso Adama, ya llevamos cinco peritajes y ya logramos descartar tres enfermedades. Si no hubiéramos luchado, mi hermano oficialmente hubiera muerto de causas cardíacas y de una infección grave"
El comité Adama logró obtener la implicación duradera de intelectuales como los escritores Annie Ernaux y Édouard Louis, así como el filósofo y sociólogo Geoffroy de Lagasnerie, cosa que no había logrado el movimiento de apoyo a los jóvenes de Villiers-le-Bel perseguidos por sospechas de tiros sobre la policía después de la muerte de Mushin et de Laramy el 25 de noviembre de 2007 debido al choque entre su minimoto y un vehículo de la policía, a pesar de la participación, en junio de 2010, de Benjamin Rosoux durante una manifestación en Pontoise. Algunos días después del ataque de la mezquita de Bayona, Assa Traoré y el comité Adama fueron, el 1 de noviembre de 2019, dentro de los primeros en llamar a una manifestación contra la islamofobia en París el 10 de noviembre,

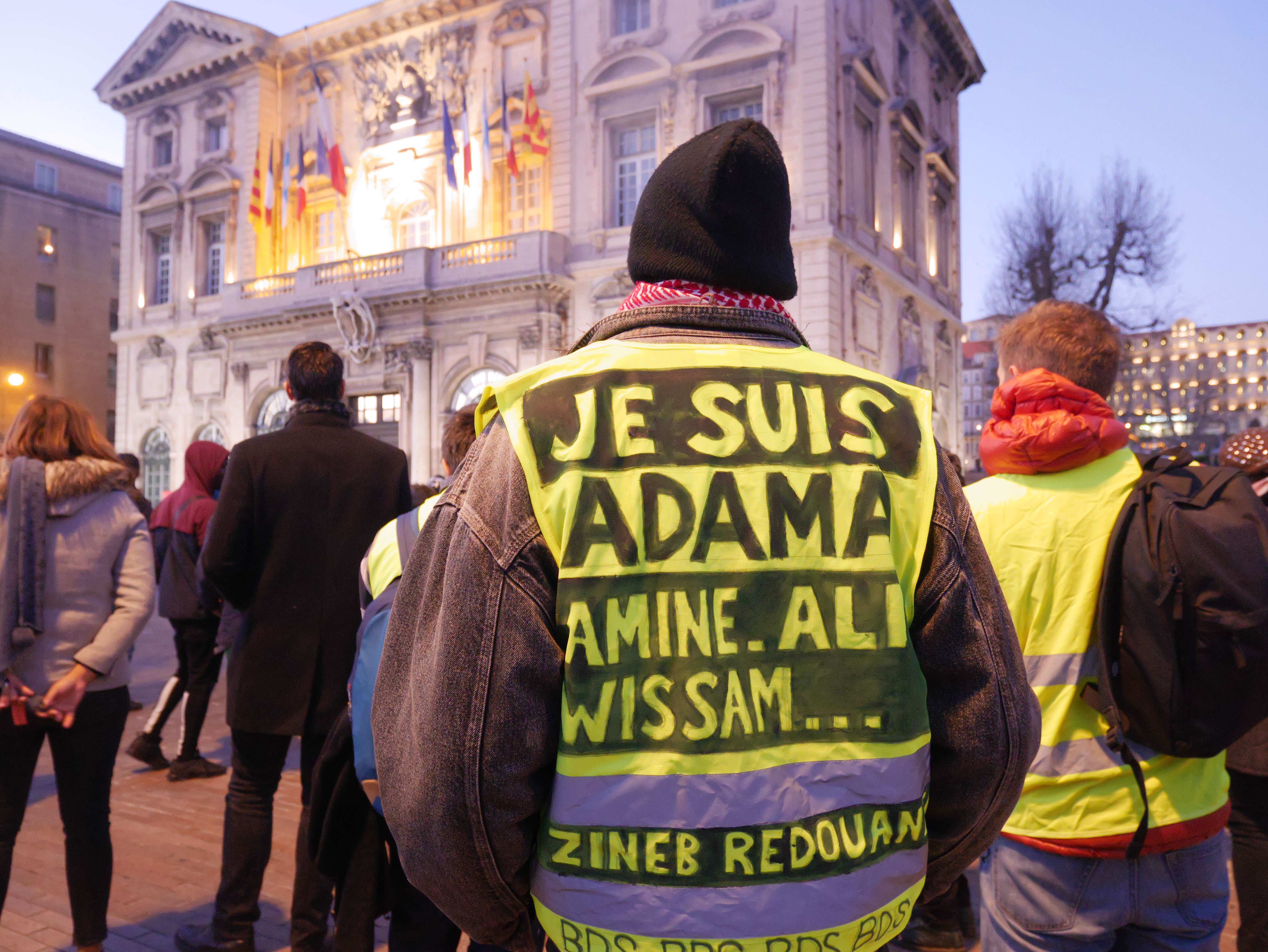
Apoyo de un chaleco amarillo en Marsella en 2019.

La activista afroamericana Angela Davis saludó la lucha de Assa Traoré, debido a que "la lucha en la cual está involucrada denuncia de forma clara la brutalidad policial y la discriminación sistémica como elementos inherentes a la sociedad francesa, como la brutalidad policial y su genealogía con el esclavismo en Estados Unidos." y consideró que "es tiempo que las mujeres encabecen a los movimientos de lucha, porque siempre fueron su columna vertebral".  Assa Troré rechaza cualquier proximidad con Houria Bouteldja, que dice nunca haber conocido en persona: "Voy a ser muy clara: no tenemos la misma visión que indígenas de la República y no queremos ser asociados a ellos. El comité Adama está abierto a todo el mundo." Rechazando la idea de alejar, por ejemplo, los Blancos de su lucha, declaró delante el tribunal judicial de París el 2 de junio de 2020: "No importa de dónde eres, no importa el color de tu piel, no importa tu religión, no importa tu orientación sexual, no debes quedarte espectador frente a la injusticia, frente al asesinato, frente a la impunidad policial
En particular después del movimiento que siguió la muerte de George Floyd, en 2020, en el Minnesota, el comité Adama fue asociado al movimiento estadounidense Black Lives Matter y de conceptos desarrollados en Estados Unidos como el racismo institucional o la interseccionalidad como herramientas de análisis de discriminaciones. Sin embargo, el sociólogo Geoffroy de Lagasnerie, apoyo del Comité Adama, relativizó la influencia estadounidense. Reconoció que "en términos de reflexión teórica, hay una desconexión tal en el campo intelectual y universitario francés con esas problemáticas que estamos obligados a referirse a teóricos estadounidenses como Paul Butler, Michelle Alexander o Alice Goffman" , pero añadió que "existe esta tendencia, cuando se habla de la policía o del racismo, de siempre mencionar la situación estadounidense, lo que me parece problemático. El Comité Adama es a menudo comparado con Black Lives Matter. Pero según yo, es una manera de negar que se trata de una historia francesa, aún más escondida aquí que en Estados Unidos". El sociólogo Michel Wieviorka minoró, él también, la influencia de las teorías identitarias: "El movimiento postcolonial o interseccional apoya la movilización actual pero no es en sí mismo el motor. Este movimiento es sobre todo un reclamo de justicia."

## Publicaciones
- Assa Traoré (2017). Lettre à Adama. Paris: Seuil. p. 187. ISBN 978-2-02-136899-4..
- Assa Traoré (2019). Le Combat Adama. Les essais. Paris: Stock. p. 249. ISBN 978-2-234-08739-2..

## Reconocimiento
- 2020 : BET International Global Good Award[53]
- 2020 : Designada «Guardian of the year» por la revista Time